# Marcos Alencastro de Andrade
Marcos Alencastro de Andrade (Distrito de Viamão, 1852 — Porto Alegre, 18 de maio de 1921) foi um professor e político brasileiro.
Um dos principais nomes do Partido Republicano Rio-Grandense, foi eleito nas eleições de 1909, 1913 e 1917 como deputado estadual para a Assembleia Legislativa do Rio Grande do Sul.. 
Tornou-se tenente-coronel da Guarda Nacional em 1891 e participou da Revolução Federalista em 1893.